# Cratere Bernoulli
Bernoulli è un cratere lunare di 47,3 km situato nella parte nord-orientale della faccia visibile della Luna.
Il cratere è dedicato ai fratelli matematici svizzeri Johann e Jakob Bernoulli, .

## Crateri correlati
Alcuni crateri minori situati in prossimità di Bernoulli sono convenzionalmente identificati, sulle mappe lunari, attraverso una lettera associata al nome.
| Bernoulli | Coordinate            | Diametro (in km) |
| --------- | --------------------- | ---------------- |
| A         | 36°24′36″N 60°52′48″E | 20,24            |
| B         | 36°50′24″N 65°30′36″E | 23,96            |
| C         | 35°22′48″N 67°11′24″E | 18               |
| D         | 35°47′24″N 66°30′00″E | 11,91            |
| E         | 35°19′12″N 62°51′36″E | 26,75            |
| K         | 36°32′24″N 63°24′00″E | 17,68            |